# El Boquetillo
El Boquetillo es un barrio de la ciudad de Fuengirola, en la provincia de Málaga, España. Se trata de un barrio de reciente formación, surgido a partir de 1964, cuando comenzaron a construirse los primeros edificios en la zona. Está situado en la zona oeste de la ciudad, contiguo al límite con el municipio de Mijas. Es un barrio sin límites establecidos, ya que el municipio de Fuengirola carece de división oficial en barrios. No obstante, se conoce por este nombre a toda la zona alrededor de la Avenida de Mijas. 

## Historia
Las primeras viviendas levantadas en el citado año por la sociedad Boquetillo SA fueron de carácter social y alojaron a vecinos de otros lugares de Fuengirola. Casi al mismo tiempo comenzó la construcción del Mercado del Boquetillo y rápidamente, debido a la fuerte inmigración que recibió la ciudad durante estos años, se urbanizó toda la zona para alojar a nuevos vecinos procedentes de otros puntos de Andalucía y España. En 1967 se construyó el campo de deportes Elola y en 1974, la Iglesia de San José, en el lugar donde estuvo la antigua ermita de Santa María del Mar.

## Fiestas
La fiesta del barrio es conocida como verbena de los claveles y fue celebrada por primera vez en 1967. Durante la Semana Santa, se procesionan las imágenes de Nuestro Padre Jesús de Pasión y María Santísima de la Esperanza cada Jueves Santo. Ambos, titulares de la Real Hermandad Sacramental de Pasión de Fuengirola, más conocida popularmente como "El Boquetillo".